# Sporting Clube de Braga
Lo Sporting Clube de Braga, meglio noto come Sporting Braga è una società polisportiva portoghese con sede nella città di Braga. Fondata nel 1921, è nota per la sua sezione calcistica. Nel suo palmarès figurano tre Coppe di Portogallo, tre Coppe di Lega Portoghese, una Coppa Intertoto, ed una finale di UEFA Europa League, persa contro i connazionali del Porto. In campionato il miglior risultato è stato il secondo posto del 2009-2010, dietro al Benfica.
I giocatori della squadra di calcio vengono soprannominati Arsenalistas poiché negli anni trenta l'allenatore ungherese József Szabó, di ritorno da una partita dell'Arsenal cui aveva assistito ad Highbury, convinse la società a cambiare i colori della maglia dal verde al bianco-rosso.
Gioca le partite casalinghe nello Stadio comunale di Braga, completato nel 2003 per ospitare alcune partite degli Europei del 2004.
Più recentemente il Braga si è affermato come una delle migliori squadre lusitane alle spalle del trio storico Porto, Benfica e Sporting Lisbona.
Il club è quotato all'Euronext Lisbon (Euronext: SCB).

## Storia
Nella stagione 2007-2008 si è piazzata al 7º posto in Superliga. Ha partecipato, dunque, alla Coppa Intertoto 2008 ed ha vinto battendo il Sivasspor in una delle finali. Nei turni preliminari di Coppa UEFA ha eliminato i bosniaci dello Zrinjski Mostar e, agevolmente, l'Artmedia Bratislava, qualificandosi per la fase a gironi. Nel proprio raggruppamento ha raggiunto i sedicesimi di finale, piazzandosi terzo alle spalle di Wolfsburg e Milan. Battuto lo Standard Liegi (3-0 in casa e 1-1 in Belgio), è rimasta l'unica delle squadre arrivate in UEFA grazie all'Intertoto e si è aggiudicata, come da regolamento, l'ultima edizione del trofeo. Nel turno successivo il Braga è stato eliminato dal Paris Saint-Germain. Con questo successo è stato il quarto club portoghese, dopo Benfica, Sporting Lisbona e Porto, a vincere un trofeo europeo.
Nella stagione 2009-2010 giunge seconda in classifica, a cinque punti dal Benfica campione, qualificandosi per la prima volta ai preliminari di Champions League e riuscendo ad arrivare alla fase a gironi, dove termina al terzo posto.
Nel corso della stagione 2010-2011, come terzi classificati del proprio girone di Champions League, sono stati ammessi ai sedicesimi di Europa League, riuscendo nell'impresa straordinaria di qualificarsi per la finale eliminando - tra le altre - negli ottavi il Liverpool e in semifinale i connazionali molto più titolati del Benfica. Il 18 maggio si arrende, nella finale unica all'Aviva Stadium di Dublino, contro un'altra lusitana, il Porto, perdendo per 1-0. Il 22 maggio 2016 vince la sua seconda Taça de Portugal battendo ai rigori i rivali del Porto per 4-2. Il 25 gennaio 2020 vince per la seconda volta la Coppa di Lega Portoghese battendo per 1-0 il Porto grazie alla rete di Ricardo Horta in extremis.
Nel 2022-2023, grazie al terzo posto finale, il Braga ha accesso ai preliminari di Champions League, dove elimina il Backa Topola e il Panathīnaïkos per qualificarsi per la prima volta dopo 12 anni ai gironi. Tuttavia i portoghesi terminano terzi dietro ai più quotati Real Madrid e Napoli, retrocedendo in Europa League dove verranno eliminati dal Qarabağ. In campionato il Braga termina quarto, ma arriva un successo importante, ovvero la vittoria della Coppa di Lega portoghese.

## Strutture

### Stadio

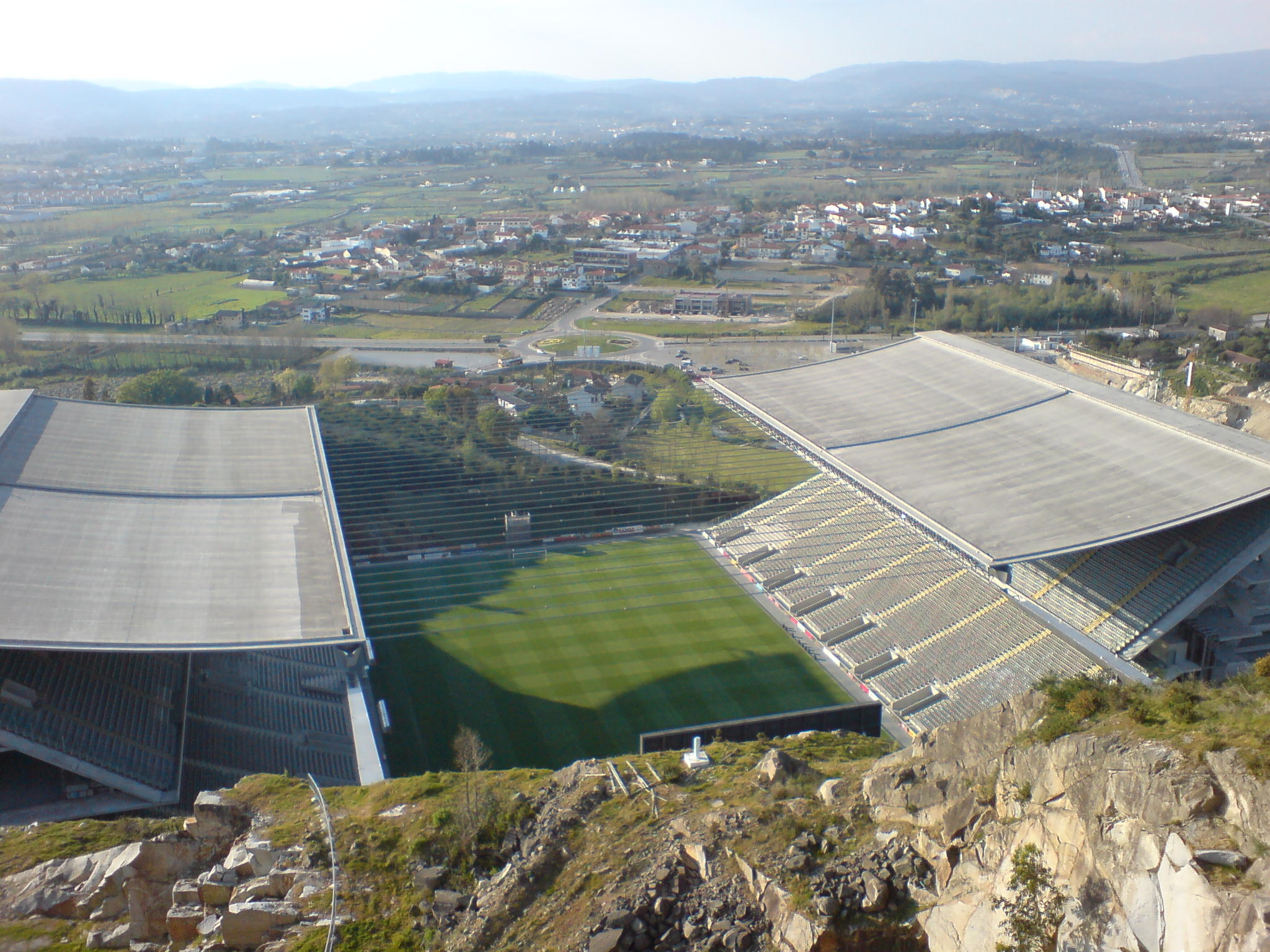
Lo stadio.

Dal 30 dicembre 2003 il club disputa le sue partite casalinghe nello Stadio comunale di Braga, che può contenere 30.286 spettatori. Ha la particolarità di non avere le curve, in quanto è stato costruito nella cava di Monte do Castro: dietro una delle due porte domina infatti una parete rocciosa. Costruito per ospitare il campionato d'Europa 2004, si sono qui tenuti due incontri della manifestazione.
In precedenza il Braga ha giocato nell'Estádio 1.º de Maio, che era stato aperto nel 1950.

## Allenatori e presidenti
Di seguito è riportata la lista degli allenatori che si sono succeduti alla guida del club nella sua storia.
- 1955-1956  Antonio Imbelloni
- 1966-1967  Fernando Caiado
- 1976-1977  Mário Lino
- 1977-1978  Antonio Imbelloni
- 1978-1979  Fernando Caiado
- 1979-1980  Hilário da Conceição
- 1980-1981  Mário Lino
- 1981-1982  Quinito
- 1982-1983  Juca
- 1983-1985  Quinito,  Agostinho Oliveira
- 1985-1986  Agostinho Oliveira,  Humberto Coelho
- 1986-1987  Agostinho Oliveira
- 1987-1988  Agostinho Oliveira,  Manuel José
- 1988-1989  Agostinho Oliveira,  Manuel José,  Vítor Manuel
- 1989-1990  Vítor Manuel
- 1990-1991  Carlos Garcia,  Raul Águas
- 1991-1992  Carlos Garcia
- 1992-1994  Oliveira
- 1994-1997  Manuel Cajuda
- 1997-1998  Fernando Castro Santos
- 1998-1999  Vítor Oliveira
- 1999-2002  Manuel Cajuda
- 2002-2003  Fernando Castro Santos
- 2003-2006  Jesualdo Ferreira
- 2006-2007  Carlos Carvalhal (1 lug.-8 nov.)
 Rogério Gonçalves (12 nov.-18 feb.)
 Jorge Costa (19 feb.-30 giu.)
- 2007-2008  Jorge Costa (1 lug.-30 ott.)
 Manuel Machado (8 nov.-30 giu.)
- 2008-2009  Jorge Jesus
- 2009-2011  Domingos Paciência
- 2011-2012  Leonardo Jardim
- 2012-2013  José Peseiro
- 2013-2014  Jesualdo Ferreira (1 lug.-24 feb.)
 Jorge Paixão (25 feb.-30 giu.)
- 2014-2015  Sérgio Conceição
- 2015-2016  Paulo Fonseca
- 2016-2017  José Peseiro (1 lug.-14 dic.)
 Abel Ferreira (15 dic.-18 dic.)
 Jorge Simão (19 dic.-25 apr.)
 Abel Ferreira (26 apr.-30 giu.)
- 2017-2019  Abel Ferreira
- 2019  Ricardo Sá Pinto
- 2019-2020  Rúben Amorim
- 2020  Custódio
- 2020  Artur Jorge
- 2020-2022  Carlos Carvalhal
- 2022-2024  Artur Jorge
- 2024-2025  Carlos Carvalhal

## Calciatori

### Capocannonieri del campionato
- 2011-2012  Lima (20 reti)

### Vincitori di titoli
- Campioni d'Europa

  Rafa Silva (Francia 2016)

## Palmarès

### Competizioni nazionali
- Coppa del Portogallo: 3

1965-1966, 2015-2016, 2020-2021
- Coppa di Lega portoghese: 3

2012-2013, 2019-2020, 2023-2024
- Coppa Federazione del Portogallo: 1

1976-1977
- Segunda Divisão: 2

1946-1947, 1963-1964

### Competizioni internazionali
- Coppa Intertoto UEFA: 1  (record portoghese)

2008

### Altri piazzamenti
- Campionato portoghese:

Secondo posto: 2009-2010
Terzo posto: 2011-2012, 2019-2020, 2022-2023
- Coppa del Portogallo:

Finalista: 1976-1977, 1981-1982, 1997-1998, 2014-2015
Semifinalista: 1964-1965, 1966-1967, 1977-1978, 1978-1979, 1988-1989, 2001-2002, 2003-2004, 2006-2007, 2013-2014, 2018-2019, 2024-2025
- Supercoppa di Portogallo:

Finalista: 1982, 1998, 2016, 2021
- Coppa di Lega portoghese:

Finalista: 2016-2017, 2020-2021
Semifinalista: 2013-2014, 2015-2016, 2018-2019
- Taça Ribeiro dos Reis:

Finalista: 1970-1971
- UEFA Europa League:

Finalista: 2010-2011

## Statistiche e record

### Partecipazione ai campionati e ai tornei internazionali

#### Campionati nazionali
Dalla stagione 1934-1935 alla 2023-2024 il club ha ottenuto le seguenti partecipazioni ai campionati nazionali:
| Livello   | Categoria                             | Partecipazioni | Debutto   | Ultima stagione | Totale |
| --------- | ------------------------------------- | -------------- | --------- | --------------- | ------ |
| 1º        | Primeira Divisão / Primeira Liga      | 68             | 1947-1948 | 2023-2024       | 66     |
| 2º o inf. | Segunda Divisão o divisioni inferiori | 22             | 1934-1935 | 1974-1975       | 22     |

#### Tornei internazionali
Alla stagione 2022-2023 il club ha ottenuto le seguenti partecipazioni ai tornei internazionali:
| Categoria                                  | Partecipazioni | Debutto   | Ultima stagione |
| ------------------------------------------ | -------------- | --------- | --------------- |
| Coppa dei Campioni / UEFA Champions League | 2              | 2010-2011 | 2012-2013       |
| Coppa delle Coppe                          | 3              | 1966-1967 | 1998-1999       |
| Coppa UEFA / Europa League                 | 20             | 1978-1979 | 2022-2023       |
| Coppa Intertoto                            | 1              | 2008      | 2008            |
| UEFA Conference League                     | 1              | 2022-2023 | 2022-2023       |

### Statistiche individuali
Il giocatore con più presenze nelle competizioni europee è Alan a quota 63, mentre il miglior marcatore è sempre lo stesso giocatore, con 11 gol.

### Statistiche di squadra
Tra il 17 dicembre del 1995 ed il 12 gennaio del 1997 lo Sporting Braga non ha mai perso le partite di campionato giocate in casa. Questo record è stato infranto a causa della sconfitta subita contro il Vitória Guimarães per 0-2. Lo Sporting Braga ha mantenuto lunghi periodi di imbattibilità anche tra il 25 marzo del 2000 ed il 4 maggio del 2001 (serie interrotta contro l'União Desportiva de Leiria 3-5) e tra il 15 agosto 2009 ed il 23 ottobre 2010 (serie interrotta contro il Vitória Setúbal 2-1).
A livello internazionale la miglior vittoria è per 5-0, ottenuta contro lo Hibernians nell'andata del primo turno della Coppa UEFA 1978-1979, mentre la peggior sconfitta è per 6-0, subito in due occasioni: contro l'Arsenal nella prima giornata della fase a gruppi della UEFA Champions League 2010-2011 e contro il Tottenham nel ritorno del primo turno della Coppa UEFA 1984-1985.

## Tifoseria

### Gemellaggi e rivalità
Il club vive un'intensa rivalità con il Vitória Guimarães, data anche la vicinanza tra le due città; l'incontro è noto come Dérbi do Minho.
É una delle squadre più tifate nel paese, soprattutto a Braga e nel suo distretto.

## Organico

### Rosa 2025-2026
Aggiornata al 10 agosto 2025.
| N. |                           | Ruolo | Calciatore         |
| -- | ------------------------- | ----- | ------------------ |
| 1  | Rep. Ceca (bandiera)      | P     | Lukáš Horníček     |
| 2  | Spagna (bandiera)         | D     | Víctor Gómez       |
| 3  | Brasile (bandiera)        | D     | Robson Bambu       |
| 4  | Mali (bandiera)           | D     | Sikou Niakaté      |
| 5  | Portogallo (bandiera)     | D     | Leonardo Lelo      |
| 6  | Brasile (bandiera)        | C     | Vitor Carvalho     |
| 7  | Portogallo (bandiera)     | A     | Roger              |
| 8  | Portogallo (bandiera)     | C     | João Moutinho      |
| 9  | Marocco (bandiera)        | A     | Amine El Ouazzani  |
| 10 | Uruguay (bandiera)        | C     | Rodrigo Zalazar    |
| 11 | Spagna (bandiera)         | C     | Ismaël Gharbi      |
| 12 | Portogallo (bandiera)     | P     | Tiago Sá           |
| 14 | Svezia (bandiera)         | D     | Gustaf Lagerbielke |
| 15 | Portogallo (bandiera)     | D     | Paulo Oliveira     |
| 17 | Brasile (bandiera)        | C     | Gabriel Moscardo   |
| 18 | Spagna (bandiera)         | A     | Pau Víctor         |
| 20 | Costa d'Avorio (bandiera) | C     | Mario Dorgeles     |

| N. |                       | Ruolo | Calciatore               |
| -- | --------------------- | ----- | ------------------------ |
| 21 | Portogallo (bandiera) | A     | Ricardo Horta (capitano) |
| 22 | Uruguay (bandiera)    | C     | Thiago Helguera          |
| 26 | Germania (bandiera)   | D     | Bright Arrey-Mbi         |
| 29 | Francia (bandiera)    | C     | Gorby                    |
| 33 | Portogallo (bandiera) | C     | João Marques             |
| 36 | Marocco (bandiera)    | P     | Alaa Bellaarouch         |
| 39 | Spagna (bandiera)     | A     | Fran Navarro             |
| 41 | Portogallo (bandiera) | D     | Yanis da Rocha           |
| 50 | Portogallo (bandiera) | C     | Diego Rodrigues          |
| 53 | Portogallo (bandiera) | D     | Jonatás Noro             |
| 55 | Portogallo (bandiera) | D     | Francisco Chissumba      |
| 67 | Portogallo (bandiera) | A     | Afonso Patrão            |
| 77 | Spagna (bandiera)     | A     | Gabri Martínez           |
| 78 | Portogallo (bandiera) | P     | João Carvalho            |
| 80 | Portogallo (bandiera) | C     | Vasconcelos              |
| 95 | Portogallo (bandiera) | A     | Sandro Vidigal           |